# Margueron

Margueron este o comună în departamentul Gironde din sud-vestul Franței. În 2009 avea o populație de 401 de locuitori.

## Evoluția populației
| An        | 1975 | 1982 | 1990 | 1999 | 2006 | 2009 |
| --------- | ---- | ---- | ---- | ---- | ---- | ---- |
| Populație | 360  | 397  | 380  | 398  | 404  | 401  |